# Ali Dżaudat al-Ajjubi
Ali Dżaudat al-Ajjubi, arab. ‏علي جودت الأيوبي‎ (ur. 1886 w Mosulu, zm. 1969) – iracki polityk, trzykrotny premier Iraku w latach 1934–1935, 1949–1950 i od czerwca do grudnia 1957.

## Życiorys
Jego ojciec był policjantem, a na emeryturze prowadził sklep. Ukończył szkołę wojskową w Bagdadzie, a następnie Akademię Wojskową w Konstantynopolu, gdzie poznał grupę innych oficerów arabskich: Dżafara al-Askariego, Nuriego as-Sa’ida, Dżamila al-Midfa’ia i Jasina al-Haszimiego. Brał udział w powstaniu arabskim przeciwko Turkom w 1916. Po utworzeniu Królestwa Wielkiej Syrii został gubernatorem wojskowym Aleppo i Hims. Następnie udał się do Iraku. Był gubernatorem Al-Hilli, An-Nadżafa, Karbali, Mosulu, Dijali i Basry. W latach 1923–1924 był ministrem spraw wewnętrznych w rządzie al-Askariego. W 1930 był ministrem finansów w rządzie Nuriego as-Sa’ida.
W 1934 przekonał króla Ghaziego do rozpisania przedterminowych wyborów i powierzenia właśnie jemu teki premiera. Wybory zostały sfałszowane, by większość mandatów do izby niższej przypadła zwolennikom al-Ajjubiego. Do parlamentu nie dopuszczono natomiast niemal żadnych przedstawicieli szyitów, wykluczono z niego także opozycyjną Partię Bractwa Narodowego Jasina al-Haszimiego i Dżafara Abu at-Timmana. Fakt ten doprowadził do protestów plemion znad dolnego i środkowego Eufratu, z którymi sprzymierzyła się Partia Bractwa Narodowego. Przywódcy plemienni i działacze partyjni, zwłaszcza Hikmat Sulajman, opracowali plan obalenia rządu. Protesty plemion i skargi kierowane do króla sprawiły, że al-Ajjubi podał się do dymisji. Nadal należał do irackiej elity władzy, nieformalnie doradzając m.in. Nuriemu as-Sa’idowi. W latach 1948–1949 był ministrem spraw zagranicznych w kolejnym rządzie Nuriego as-Sa’ida.
Ali Dżaudat al-Ajjubi sprawował urząd premiera Iraku po raz drugi od grudnia 1949 do lutego 1950.
Po raz trzeci premierem Iraku był od czerwca do grudnia 1957, ponownie zastępując na urzędzie Nuriego as-Sa’ida, który za bardzo kojarzył się z wpływami brytyjskimi w Iraku. Odszedł z urzędu w związku z planowaną unią iracko-jordańską, by Irak mógł dowieść jordańskiemu partnerowi, że jego rząd tworzą jednoznacznie prozachodni politycy.
Jego córka Silwa wyszła za mąż za irackiego polityka Adnana al-Badżahdżiego.